# Tres Valles Varesinos 2018
La 98.ª edición de la clásica ciclista Tres Valles Varesinos (llamado oficialmente: Tre Valli Varesine) fue una carrera en Italia que se celebró el 9 de octubre de 2018 sobre un recorrido de 197,07 kilómetros con inicio en el municipio de Saronno y final en el municipio de Varese.
La carrera formó parte del UCI Europe Tour 2018, dentro de la categoría 1.HC, y fue ganada por el letón Toms Skujiņš del Trek-Segafredo. El francés Thibaut Pinot del Groupama-FDJ y el británico Peter Kennaugh del Bora-Hansgrohe completaron el podio como segundo y tercer clasificado respectivamente.

## Equipos participantes
Tomaron parte en la carrera 25 equipos: 13 de categoría UCI WorldTeam; 8 de categoría Profesional Continental; y 4 de categoría Continental. Formando así un pelotón de 168 ciclistas de los que acabaron 91. Los equipos participantes fueron:
| WorldTeams (13)- Lotto NL-Jumbo - EF Education First-Drapac p/b Cannondale - UAE Team Emirates - AG2R La Mondiale - Movistar Team - Astana - Bora-Hansgrohe - Trek-Segafredo - Dimension Data - Bahrain-Merida - Team Sunweb - Groupama-FDJ - Mitchelton-Scott Equipos continentales profesionales (8)- Cofidis, Solutions Crédits - Bardiani CSF - Androni Giocattoli-Sidermec - Wilier Triestina-Selle Italia - Nippo-Vini Fantini-Europa Ovini - Gazprom-RusVelo - Israel Cycling Academy - Caja Rural-Seguros RGA Equipos continentales (4)- Trevigiani Phonix-Hemus 1896 - Sangemini-MG.Kvis - D'Amico-Utensilnord - Amore & Vita-Prodir |
| |

## Clasificación final
- Las clasificaciones finalizaron de la siguiente forma:[3]

| \| Clasificación general \| Clasificación general \| Clasificación general \| Clasificación general \| Clasificación general \| \| Ciclista \| Ciclista \| Equipo \| Tiempo \| \| \| --------------------- \| --------------------- \| -------------------------- \| --------------------- \| --------------------- \| \| 1.º \| Toms Skujiņš \| Trek-Segafredo \| 4 h 55 min 41 s \| \| \| 2.º \| Thibaut Pinot \| Groupama-FDJ \| + 0 s \| \| \| 3.º \| Peter Kennaugh \| Bora-Hansgrohe \| + 0 s \| \| \| 4.º \| Michael Woods \| EF Education First-Drapac \| + 0 s \| \| \| 5.º \| Mathias Frank \| AG2R La Mondiale \| + 0 s \| \| \| 6.º \| Wilco Kelderman \| Team Sunweb \| + 0 s \| \| \| 7.º \| Rigoberto Urán \| EF Education First-Drapac \| + 4 s \| \| \| 8.º \| Julien Simon \| Cofidis, Solutions Crédits \| + 13 s \| \| \| 9.º \| Giovanni Visconti \| Bahrain-Merida \| + 13 s \| \| \| 10.º \| Gianluca Brambilla \| Trek-Segafredo \| + 13 s \| \| |                    |                            |                 |
| |                    |                            |                 |
| Fuente: ProCyclingStats |                    |                            |                 |
| Clasificación general |                    |                            |                 |
| Ciclista | Ciclista           | Equipo                     | Tiempo          |
| 1.º | Toms Skujiņš       | Trek-Segafredo             | 4 h 55 min 41 s |
| 2.º | Thibaut Pinot      | Groupama-FDJ               | + 0 s           |
| 3.º | Peter Kennaugh     | Bora-Hansgrohe             | + 0 s           |
| 4.º | Michael Woods      | EF Education First-Drapac  | + 0 s           |
| 5.º | Mathias Frank      | AG2R La Mondiale           | + 0 s           |
| 6.º | Wilco Kelderman    | Team Sunweb                | + 0 s           |
| 7.º | Rigoberto Urán     | EF Education First-Drapac  | + 4 s           |
| 8.º | Julien Simon       | Cofidis, Solutions Crédits | + 13 s          |
| 9.º | Giovanni Visconti  | Bahrain-Merida             | + 13 s          |
| 10.º | Gianluca Brambilla | Trek-Segafredo             | + 13 s          |

## UCI World Ranking
La Tres Valles Varesinos otorgó puntos para el UCI Europe Tour 2018 y el UCI World Ranking, este último para corredores de los equipos en las categorías UCI WorldTeam, Profesional Continental y Equipos Continentales. La siguiente tabla muestra el baremo de puntuación y los 10 corredores que obtuvieron más puntos:
| Posición              | 1.º | 2.º | 3.º | 4.º | 5.º | 6.º | 7.º | 8.º | 9.º | 10.º | 11.º | 12.º | 13.º | 14.º | 15.º | 16.º-30.º | 31.º-40.º |
| Clasificación general | 200 | 150 | 125 | 100 | 85  | 70  | 60  | 50  | 40  | 35   | 30   | 25   | 20   | 15   | 10   | 5         | 3         |

| 1.º  | Toms Skujiņš       | Trek-Segafredo             | 200 |
| 2.º  | Thibaut Pinot      | Groupama-FDJ               | 150 |
| 3.º  | Peter Kennaugh     | Bora-Hansgrohe             | 125 |
| 4.º  | Michael Woods      | EF Education First-Drapac  | 100 |
| 5.º  | Mathias Frank      | Ag2r La Mondiale           | 85  |
| 6.º  | Wilco Kelderman    | Sunweb                     | 70  |
| 7.º  | Rigoberto Urán     | EF Education First-Drapac  | 60  |
| 8.º  | Julien Simon       | Cofidis, Solutions Crédits | 50  |
| 9.º  | Giovanni Visconti  | Bahrain Merida             | 40  |
| 10.º | Gianluca Brambilla | Trek-Segafredo             | 35  |